# Otto Kahler (Politiker)
Otto Kahler (* 9. August 1920 in Marktredwitz; † 30. März 2008 ebenda) war ein deutscher Politiker (SPD).
Kahler beantragte am 27. August 1938 die Aufnahme in die NSDAP und wurde zum 1. September desselben Jahres aufgenommen (Mitgliedsnummer 7.005.659). Er fing 1946 an, als Lehrer zu arbeiten, vor allem an Volksschulen, nebenamtlich auch an Real- und Berufsschulen, aber vor allem in Marktredwitz. Er machte die pädagogische Berufsausbildung und nebenher noch ein musikpädagogisches Examen in Berlin sowie jugendpflegerisches Examen in Bayern. Über Jahre hinweg leitete er einen Kreisjugendring und ein Jugendbildungswerk sowie den Bezirksjugendring Oberfranken. Von 1961 bis 1964 war er hauptberuflicher Geschäftsführer beim Hauptvorstand der Gewerkschaft Erziehung und Wissenschaft in Frankfurt am Main und parallel dazu auch Mitglied mehrere Ausschüsse beim Bundesvorstand des Deutschen Gewerkschaftsbundes in Düsseldorf. Außerdem gehörte er dem Jugendwohlfahrtsausschuss an, war Vertreter der Stadt Marktredwitz im Stiftungskuratorium für das Egerland-Kulturhaus und ständiger Mitarbeiter an der Evangelisch-Lutherischen Volkshochschule zu Alexandersbad in der Industriejugendarbeit. 1966 wurde Kahler Fraktionsvorsitzender der SPD im Stadtrat, 1972 wurde er in den Kreistag des Landkreises Wunsiedel gewählt. Bei der Landtagswahl 1970 gewann er das Direktmandat im Stimmkreisverband Marktredwitz, Selb, Rehau, Wunsiedel und zog so in den Bayerischen Landtag ein. 1974 wurde er über die Wahlkreisliste gewählt, er gehörte dem Landtag bis 1978 an.